# Roman Laskowski
Roman Laskowski (16 de febrero de 1936–21 de junio de 2014) fue un filólogo eslavo. Fue miembro de la Academia polaca de Aprendizaje, así como profesor en la Universidad Jaguelónica y la Universidad de Gothenburg. Laskowski también fue activista de Solidaridad.